# Stjepan Deverić
Stjepan Deverić (né le 20 août 1961 à Velika Gorica en ex-Yougoslavie, aujourd'hui en Croatie) est un footballeur international de football yougoslave, aujourd'hui croate.

## Biographie

### Club
Deverić commence sa carrière avec le club du Dinamo Zagreb dans le championnat de Yougoslavie en 1979. 
Il reste au club jusqu'en 1984, jouant 345 matchs et inscrivant 158 buts avant de rejoindre les éternels rivaux croates de l'Hajduk Split ou il reste de 1984 à 1987, jouant 114 matchs et inscrivant 42 buts. 
Il retourne ensuite au Dinamo (entre 1987 et 1990). Après l'indépendance croate, il joue avec le SK Sturm Graz (de 1991 à 1992) puis finit sa carrière au FC Lebring.

### Sélection
Au niveau international, Deverić prit part avec la Yougoslavie à la coupe du monde 1982, mais ne joua aucun match. Il fut membre également de l'effectif yougoslave qui remporta la médaille de bronze lors des JO 1984, ainsi que de celui qui participa à l'euro 1984. Stjepan Deverić a inscrit 5 buts lors des Jeux olympiques 1984, et en fut le meilleur buteur à égalité avec le joueur Boro Cvetković.
Il joua en tout 6 matchs pour sa sélection.

### Entraîneur
Après sa retraite de joueur, il s'engage dans une nouvelle carrière d'entraîneur. Il a pris la tête de plusieurs équipes comme le NK Zagorec, HNK Segesta, NK Marsonia, HŠK Zrinjski Mostar, Belassitza Petritch, ainsi que du secteur jeunes au ONS Hitrec - Kacian (centre de formation du Dinamo Zagreb).

## Palmarès
- Championnat de Yougoslavie : (1)
  - Vainqueur : 1983.

- Coupe de Yougoslavie : (3)
  - Vainqueur : 1980, 1983 et 1987.

- Jeux olympiques :
  - 3e place (bronze) : 1984.